# Loan Vương
Loan Vương (tên đầy đủ Vương Ngọc Loan, sinh ngày 04 tháng 02 năm 1986 tại Thành phố Hồ Chí Minh) là Hoa hậu Quý bà Quốc tế 2018.
Vượt qua 30 người đẹp đến từ các quốc gia và vùng lãnh thổ trên thế giới, cô đăng quang ngôi vị hoa hậu Mrs International năm 2018 tại Singapore.
Không xuất hiện nhiều trên các sàn diễn, cô thường xuyên tham gia các hoạt động cộng đồng, xã hội và các tuần lễ giao lưu văn hóa.

## Tiểu sử
Loan Vương tốt nghiệp khoa quản lý khách sạn tại trường Đại học Văn hoá Thành phố Hồ Chí Minh. Cô thông thạo ba ngoại ngữ gồm tiếng Anh, tiếng Pháp và tiếng Trung Quốc.
Trước khi đăng quang Hoa hậu quý bà Quốc tế 2018, Loan Vương là tiếp viên của hãng hàng không Quốc gia Việt Nam (Vietnam Airlines). Cô từng kết hôn và có một cậu con trai. Sau khi ly hôn cô bị mất quyền nuôi con sau khi thỏa thuận với chồng về việc giữ trọn tài sản chung sau hôn nhân.

## Sự nghiệp

#### 2008 – cuộc thi Hoa hậu Du lịch Việt Nam
Loan Vương từng tham gia cuộc thi Hoa hậu Du lịch Việt Nam 2008 (năm Ngọc Diễm đăng quang Hoa hậu) và lọt Top 5 chung cuộc cùng danh hiệu “Thí sinh sở hữu gương mặt ấn tượng”.

#### 2015 – cuộc thi Nữ hoàng Doanh nhân
Năm 2015, cô tiếp tục tham dự cuộc thi Nữ hoàng Doanh nhân và một lần nữa lọt Top 5 cùng hai giải thưởng phụ: Người đẹp hình thể và Thí sinh có phần thi ứng xử hay nhất.

#### 2017 – cuộc thi Mrs Noble Queen International
Tháng 12 năm 2017, Loan Vương đại diện Việt Nam tham gia cuộc thi Hoa hậu Quý tộc Thế giới tại Myanmar. Đại diện Việt Nam đạt giải Á hậu 3 chung cuộc cùng các giải thưởng phụ: World noble charity queen(Người đẹp nhân ái), Best creativity award (Thí sinh trình diễn trang phục nội y thiết kế đẹp nhất) và Best national costume (Thí sinh trình diễn trang phục dân tộc đẹp nhất). 
Trong khi đó, danh hiệu Hoa hậu thuộc về thí sinh Thái Lan, Á hậu 1 thuộc về Nam Phi,Á hậu 2 thuộc về thí sinh nước chủ nhà Myanmar.

#### 2018 – cuộc thi Mrs International
Tháng 11 năm 2018, Loan Vương đăng quang ngôi vị cao nhất tại cuộc thi Hoa hậu quý bà Quốc tế 2018.
Ngoài giải thưởng cao nhất, Loan Vương còn giành thêm 2 giải thưởng phụ: Mrs Tourims Ambassador (Hoa hậu Quý bà đại sứ du lịch) và giải Body Beautiful (Thí sinh có hình thể đẹp nhất). Danh hiệu Á hậu lần lượt thuộc về đại diện của 2 quốc gia là Thuỵ Sĩ và Nepal. Đại diện nước chủ nhà Singapore giành giải thưởng phụ Mrs Asean (Hoa hậu Quý bà châu Á).
Sau khi đăng quang Hoa hậu, cô được đề bạt làm Giám đốc Chuyên môn của Học viện Pro Image – Học viện đào tạo và xây dựng hình ảnh chuyên nghiệp cho các doanh nhân, nhà lãnh đạo tại Việt Nam. 

## Hoạt động nổi bật

#### Đại sứ tuần lễ Văn hóa- Sự Kiện Myanmar và Việt Nam
Tháng 5 năm 2018, Loan Vương được đại sứ quán Việt Nam tại Myanmar lựa chọn làm sứ giả hình ảnh trong tuần lễ sự kiện “Những ngày Việt Nam tại Myanmar” nhằm thúc đẩy giao lưu Du lịch - Văn hoá giữa hai quốc gia và để kỷ niệm 43 năm thiết lập quan hệ ngoại giao Việt Nam - Myanmar.

#### Chương trình The Bachelor phiên bản Việt Nam
Tháng 8 năm 2018,  Loan Vương tham gia show hẹn hò The Bachelor Vietnam và trở thành thí sinh đầu tiên từ chối hoa hồng. Cô khiến khán giả bất ngờ khi thú nhận mình là mẹ đơn thân, trong cuộc sống vẫn có sự bất công, hạn chế cho người phụ nữ làm mẹ đơn thân như cô nên Loan Vương xin rút khỏi chương trình ngay ở tập đầu tiên.

#### Liên hoan phim Quốc tế Hồng Kông lần thứ 43
Tháng 3 năm 2019, cô là khách mời duy nhất đến từ Việt Nam tại Liên hoan phim quốc tế Hồng Kông lần thứ 43.

#### Kỷ niệm 40 năm thành lập Di tích quốc gia Côn Đảo
Hoa hậu quý bà quốc tế 2018 Loan Vương là một trong những khách mời tham dự lễ kỷ niệm đặc biệt này. Cô cùng các lãnh đạo Trung ương và địa phương tham gia nhiều hoạt động ý nghĩa như dâng hương tưởng nhớ công ơn của các anh hùng liệt sĩ và tham quan triển lãm ảnh với chủ đề “40 năm thành lập Khu di tích lịch sử Quốc gia Đặc biệt Côn Đảo”.

#### Top 50 Women Leaders International Award 2019
Tháng 4 năm 2019, cô được vinh danh trong “Top 50 Nữ lãnh đạo quốc tế” do Mạng lưới Nữ lãnh đạo Quốc tế – WLIN (Women Leaders International Networking) trao tặng.